# Орозирій
Орозирій (дав.-гр. ὀροσειρά — «гірський ланцюг») — третій (і передостанній) геологічний період палеопротерозойської ери. Продовжувався 2050–1800 мільйонів років тому.
Друга половина періоду відмічається інтенсивним гороутворенням фактично на всіх континентах. Можливо, за орозирію атмосфера стала багата киснем завдяки діяльності ціанобактерій.
В цей період Земля відчула 2 найбільших за свою історію відомих астероїдних ударів. Перший відбувся на початку періоду 2023 мільйонів років тому. Це призвело до утворення астроблеми Вредефорт. Ближче до кінця періоду ще один удар привів до утворення мідно-нікелевого рудного басейну в Садбері.